# Paranaense Fútbol Club
El Paranaense Fútbol Club, o simplemente Paranaense FC, es un club de fútbol de Paraguay, asentado en Ciudad del Este, en el Departamento de Alto Paraná. Fue fundado el 6 de febrero de 2012, lo que lo hace uno de los clubes de fútbol más jóvenes del país. En la temporada 2014 participaba en la División Intermedia pero por el sistema de promedios descendió al Nacional B, en donde militará en la temporada 2015.
Los colores que identifican al equipo son el verde y el blanco. Sus partidos de local los juega en el Estadio General Eduardo Torreani, propiedad del Club Social y Deportivo R.I. 3 Corrales, del barrio de Santa Ana.

## Historia

### De la Liga Paranaense a la A.P.F.
Es el segundo club más joven que actualmente milita en la categoría semi-profesional de fútbol paraguayo (detrás de Deportivo Caacupé). El Paranaense FC fue fundado el 6 de febrero del 2012, luego de que la Liga Deportiva Paranaense se proclamase campeona del Campeonato Nacional de Interligas 2011/12, obteniendo así el derecho a participar en la División Intermedia.

### En la segunda categoría
En su primera incursión en la Intermedia obtuvo el puesto 13°, en el campeonato del 2012. En el mismo torneo participó el Club Atlético 3 de Febrero de Ciudad del Este, antes afiliado a la Liga Deportiva Paranaense, pero desde hace varios años parte de las principales categorías de la APF.
En la temporada 2013 logra un mejor puesto 7° de 16.

### El descenso a la B Nacional
En la temporada 2014 de la División Intermedia termina en la 14ª posición de 16 equipos, tanto en la tabla del campeonato como en la tabla de promedios lo que lo condena al descenso al Nacional B, o tercera categoría del fútbol paraguayo para la temporada 2015.
En la temporada 2015 participó del campeonato de la Primera División B Nacional en la cual quedó eliminado en la primera fase de grupos.
En el 2016 compitió en el Campeonato Nacional B 2016, pero no pudo pasar de la primera fase.